# Gäddede kyrka
Gäddede kyrka som också kallas Frostvikens kyrka är en kyrkobyggnad belägen i Gäddede vid Ströms vattudal i Strömsunds kommun. Den är huvudkyrka i Frostvikens församling.

## Kyrkobyggnaden
Från början fanns ett mindre kapell i Frostviken kallat Vikens kapell uppförd 1793–1799. Detta bestämdes uppföras av den nya församlingen då det skett en gränsdragning mot Norge på 1760-talet så de efter det tillhörde Föllinge lappmarkspastorat. Så kapellet blev uppfört vid Kvarnbergsvattnet i Viken. Invigning skedde först våren 1794 av prosten Olof Nordenström (1738–1819) i Offerdal i en enkel byggnad av timrade väggar och stampat jordgolv för att därefter förbättras. Byggmästaren som utsågs var Enar Pehrsson i Jorm, inflyttad från Norge. Som tack fick han och hans familj de främsta platserna i kapellet. I juli 1897 ansåg biskop Johansson i sin ämbetsberättelse till prästmötet, att bland annat Frostvikens gamla kyrka skulle repareras.
Ritningarna till den nya kyrkan togs fram av kapellpredikanten Magnus Selberg, som också tycks ha fungerat som byggmästare. Selberg var den förste kapellpredikanten som slog sig ner i Frostviken.  September 1841 fick han fullmakt och 1844 var tjänsten utbjuden ledig igen. Selberg blev sedan komminister i Ströms församling. 
Byggnaden uppfördes efter ungefär samma mall som Östersunds gamla kyrka, av resvirke med ut- och invändig brädfodring. När kyrkan invigdes den 24 juni 1839 var den långt ifrån färdig, och utgifter för målning bokfördes så sent som 1844. År 1883 genomgick kyrkan en renovering. Nya klockor sattes upp istället för de gamla. Det ursprungliga spåntaket byttes i slutet av 1800-talet ut mot tegel. Åren 1933–1934 skedde en omfattande ombyggnation, varvid den gamla sakristian revs bort och ett nytt kor tillkom i dess ställe, och en ny sakristia byggdes i vinkel mot koret. Såväl golv som väggar isolerades och byggnaden försågs med elvärme och belysning. Kyrkan renoverades senast år 1974, då bland annat nya bänkar insattes.

## Inventarier
Predikstolen är tillverkad 1839 av Magnus Selberg.

## Kyrkklockor
Kyrkans två gamla klockor som ursprungligen satt i Vikens kapell togs bort 1883 och förvarades som reserver. Den stora klockan gjuten av Carl Jacob Linderberg har inskriptionen: "Genom Höglofl: Kongl: Directions öfwer Eccles. värket i lappmarken samt Max: Vener: Consistorii i Hernösande. utmärkta höga wälgörande, medelst collekters insamlande, är denna klocka skänkt till Frostwiks Capell. Denna församlings, nu ömt saknade herdes Herr Kyrkoherden Erik Ångmans nitfulla omsorg har ej ringa här vid bidragit. Guten år 1795 i Sundswall af Carl Jac. Lindeberg." Men ödet ville att denna klocka förmodligen samma år senare av kyrkvärden Sundberg skickades till klockgjutaren Nils Petter Linderberg i Sundsvall för omgjutning, något som inte verkat brådska. 1888 brann Sundsvalls brandstation ner i den stora stadsbranden och de fick låna denna klocka av N. P. Linderbergs verkstäder för att tillfälligt ha en alarmklocka i den provisoriskt uppbyggda brandstationen uppförd 1889. Så gick Linderbergs verkstäder i konkurs 1892 och brandkåren fick köpa klockan av klockgjutaren Nils Gustaf Linderberg, son till N. P. Linderberg och som tog över verkstaden 1883, för 100 kr. Sedan användes klockan i den nya brandstationen uppförd 1899. Men Frostvikens församling visste inte var denna klocka tagit vägen tills 1907 då hela historien kunde rullas upp. 
Den lilla klockan gjuten av Esaias Linderberg har följande inskription: "Uppå Kon. Gust. IV: Adolphs IX regeringsår, då Carl Gust: Nordin blef stiftets biskop och Joh: Ax: Huss war församlingens pastor blef, Gudi til ära och Frostwiks Förs: till heder och tjenst, denna klocka guten år 1805 af Es: Lindeberg i Sundswall". "Böjer edor öron hit och kommer till mig. hörer, så får er själ lefwa. Es: 55 ver. 3".
De två nya klockor som sattes upp sommaren 1883 har följande inskriptioner:
Storklockan gjuten av Nils Petter Linderberg: "Gud till ära och Frostwiks församling till nytta är denna klocka gjuten år 1883 af N. P. Linderberg i Sundswall medan A. F. Winnberg war kyrkoherde och D. Sundberg samt M. Sjöblom war kyrkowärdar". " Kommer, låter oss gå upp till Herrans berg och Jakobs Guds hus, att Han lärer oss sina wägar och wi må wandra på hans stigar. Mich: 4 kap. 2 ver."
Lillklockan gjuten av Nils Petter Linderberg: "Under Konung Oscar II:s regeringstid, medan John Ericson war landshöfding, blef på Frostwikens kommuns bekostnad denna kyrkoklocka gjuten år 1883 af  N. P. Lindeberg i Sundswall". "Anden och Bruden säga: kom! Och den det hörer, han säge: kom! Och den der törstar, han komme. Och den der will, han tage lifsens watten för intet. Ja, Jag kommer snart. Amen. Ja, kom, Herre Jesu! Uppb. B. 22: 17-20". 

## Orgel
I samband med ombyggnationen på 1930-talet installerades en piporgel. Den byggdes 1934 av firman E. A. Setterquist & Son i Örebro och har 11 stämmor fördelade på två manualer.